# Maria Bravo
Pour les articles homonymes, voir Bravo.
Maria Bravo est une actrice et productrice espagnole née le 18 octobre 1967 à Malaga.

## Filmographie

### Comme actrice
- 2001 : Amour, Gloire et Beauté (The Bold and the Beautiful) feuilleton TV : Spectra Model
- 2004 : Carlita's Secret : Gina
- 2006 : Cattle Call : Isabella
- 2010 : Yo, también : Reyes

### Comme productrice
- 2008 : The Philanthropist (téléfilm)
- 2016 : Hada Madrina (série télévisée) (12 épisodes)